# Propyn
Propyn (methylacetylen) là một alkyn có công thức hóa học là CH3C≡CH. Nó là một thành phần của khí MAPD - cùng với đồng phân của nó là propadien (allen), thường được sử dụng trong hàn khí. Không giống như acetylen, propyn có thể được ngưng tụ một cách an toàn.

## Sản xuất và cân bằng với propadien
Propyn tồn tại ở trạng thái cân bằng với propadien, hỗn hợp của propyn và propadien được gọi là MAPD:
H3CC≡CH ⇌ H2C=C=CH2
Hệ số cân bằng Keq là 0,22 ở 270 °C hoặc 0,1 ở 5 °C. MAPD được sản xuất như một sản phẩm phụ, thường là một sản phẩm không mong muốn, bằng cách bẻ gãy propan để tạo ra propylen, một nguyên liệu quan trọng trong ngành công nghiệp hóa chất. MAPD can thiệp vào phản ứng trùng hợp xúc tác của propylen.

### Trong phòng thí nghiệm
Propyn cũng có thể được tổng hợp ở quy mô phòng thí nghiệm bằng cách khử hơi propan-1-ol, alcohol allyl hoặc aceton so với magnesi.

## Sử dụng làm nhiên liệu tên lửa
Các công ty vũ trụ châu Âu đã nghiên cứu sử dụng hydrocarbon nhẹ với oxy lỏng, một tổ hợp thuốc phóng tên lửa lỏng có hiệu suất tương đối cao và cũng sẽ ít độc hại hơn so với MMH/NTO (monomethylhydrazin/dinitơ tetroxide) thường được sử dụng. Nghiên cứu của họ đã chỉ ra rằng propyn sẽ rất có lợi khi làm nhiên liệu tên lửa cho các tàu dành cho các hoạt động trên quỹ đạo Trái Đất tầm thấp. Họ đi đến kết luận này dựa trên một xung cụ thể dự kiến đạt tới 370 giây với oxy là chất oxy hóa, mật độ công suất và mật độ cao - và nhiệt độ sôi vừa phải, giúp hóa chất dễ lưu trữ hơn so với nhiên liệu phải được giữ ở nhiệt độ cực thấp.

## Hóa học hữu cơ
Propyn là hợp chất ba nguyên tử carbon thuận tiện cho quá trình tổng hợp hữu cơ. Quá trình deproton hóa với n-butyllithi tạo ra propynyllithi. Thuốc thử nucleophil này thêm vào các nhóm carbonyl, tạo ra rượu và este. Trong khi propyn tinh khiết đắt tiền, thì khí MAPP có thể được sử dụng để tạo ra một lượng lớn thuốc thử với giá rẻ.
Propyn, cùng với 2-Butyn, cũng được sử dụng để tổng hợp các hydroquinone được alkyl hóa trong quá trình tổng hợp vitamin E.
Sự chuyển dịch hóa học của proton alkynyl và proton propargylic thường xảy ra trong cùng một vùng của phổ 1H NMR. Trong propyn, hai tín hiệu này có sự dịch chuyển hóa học gần như giống hệt nhau, dẫn đến sự chồng chéo của các tín hiệu và phổ 1H NMR của propyn, khi được ghi lại ở dạng deuteriochloroform trên thiết bị 300 MHz, bao gồm một tín hiệu duy nhất, một đơn âm sắc cộng hưởng tại 1,8 ppm.